# 絕種鐵金剛
《絕種鐵金剛》（中國大陸譯名《神勇鐵金剛》），是一部於2003年所上映的香港電影，監製王晶，導演王晶。主要演員有梁家輝、余安安、陳小春、鍾欣潼、杜汶澤、毛舜筠、葛民輝、陳冠希、徐錦江。結合007系列和已故功夫電影明星李小龍等電影元素。

## 主要演員
- 梁家輝 飾 詹二邦
- 余安安 飾 關曼瓊/詹二邦前妻
- 陳小春 飾 鐵男/國際刑警
- 田朴珺 飾 Janet/國際刑警
- 鍾欣潼 飾 忌廉/詹二邦之女/曼瓊之女
- 杜汶澤 飾 關仁/曼瓊之弟
- 毛舜筠 飾 芭芭拉/詹二邦經理人
- 葛民輝 飾 Dr. Donno/瘋狂科學家
- 徐錦江 飾 龍一/國際罪犯
- 陳冠希 飾 Ronald/忌廉男友
- 劉以達 飾 I.Q.
- 鄭　祖 飾 金腳趾
- 衛　華 飾 Banana
- 柏　雪 飾 Hailey
- 陳惠敏 飾 巴閉哥
- 阮民安 飾 Juno
- 劉愷威 飾 酒店侍應
- 詹瑞文 飾 董生 / 董太
- 陸劍青 飾 梁粉
- 虹　萱 飾 詹二邦之演戏对手

## 外部連結
- 開眼電影網上《絕種鐵金剛》的資料（繁體中文）
- 香港影庫上《絕種鐵金剛》的資料（繁體中文）
- 豆瓣电影上《絕種鐵金剛》的資料 （简体中文）
- 时光网上《絕種鐵金剛》的資料（简体中文）
- AllMovie上《絕種鐵金剛》的资料（英文）
- 互联网电影数据库（IMDb）上《絕種鐵金剛》的资料（英文）